# Théâtre national d'acteur de cinéma
Le Théâtre national d'acteur de cinéma (en russe : Государственный театр киноактёра), est une compagnie de théâtre moscovite, fondée en 1943. L'établissement occupe le bâtiment initialement construit comme maison de la culture des prisonniers politiques par deux des frères Vesnine en 1931-1935. Il est situé au no  33 de la rue Povarskaïa dans le nord de l'Arbat dans le District administratif central.

## Historique
En 1943, le Conseil des commissaires du peuple a décidé de créer un nouveau théâtre à Moscou. Il devait constituer une plateforme d'entraînement pour le tournage des films, aussi bien pour les acteurs que pour les metteurs en scène. 
La base de la troupe était composée par les acteurs du Mosfilm qui depuis 1940 faisaient les représentations théâtrales avec les mises en scène de Grigori Rochal. On a confié la direction à Grigori Aleksandrov, alors que le directeur artistique était l'Artiste du peuple de l'URSS Sergueï Ioutkevitch
La première saison a été inaugurée en 1946, avec l'adaptation de la pièce de Mikhaïl Svetlov La Porte de Brandebourg par Boris Babotchkine.
Près de 700 acteurs ont contribué à la vie du théâtre pendant ses années d’existence. Parmi eux on peut citer Serge Bondartchouk, Innokenti Smoktounovski, Boris Andreïev, Mark Bernes, Nikolaï Krioutchkov, Marina Ladynina, Klara Loutchko, Nonna Mordyukova, Viatcheslav Tikhonov, Nikolaï Rybnikov, Gueorgui Youmatov, Gueorgui Vitsine.
Plusieurs figures de renommée comme Sergueï Guerassimov, Mikhaïl Romm, Youli Raizman, Ivan Pyriev, Grigori Aleksandrov, faisaient partie du conseil artistique.
En 1992, le théâtre a reçu son nom actuel. Oleg Boutakhine en est devenu le nouveau directeur. En 2009, avec son fils Mikhaïl il a été arrêté pour avoir touché près de 100 000$ de pots-de-vin, en sous-louant les locaux. Père et fils ont été condamnés respectivement à trois et sept ans de prison en 2010. Après quoi la direction du théâtre a été assurée par Suren Chaumyan.
Au mois de septembre 2014, on y a organisé le concert en mémoire des victimes de la Prise d'otages de Beslan.